# Клэпем, Джон
Сэр Джон Гарольд Клэпем (англ. John Harold Clapham; 13 сентября 1873, Солфорд — 29 марта 1946, Великобритания) — английский экономист, специалист в области истории экономики. Первый профессор экономической истории в Кембридже. Был членом, а в 1940—1946 годах — президентом Британской академии. Рыцарь с 1943.

## Биография
Родился в Солфорде (графство Ланкашир) в семье ювелира и серебряных дел мастера.
Поступив в 1892 году, в 1895 году получил степень бакалавра истории первого класса, в 1898 году — магистерскую степень, в 1914 году — доктора литературы в Королевском колледже при Кембриджском университете. Во время обучения в 1894 году выиграл грант на написание бакалаврской работы, в 1896 году выиграл стипендию Лайтфута как специалист по церковной истории, а в 1897 году — грант Принца-консорта за написание магистерской диссертации.
В 1898—1902 годах лектор по истории и экономике в Королевском колледже.
В 1902—1908 годах был профессором экономики в Йоркширском колледже при Лидском университете.
В 1908—1913 годах — декан, в 1913—1929 годах — тьютор, а в 1933—1943 годах вице-провост в Королевском колледже.
В 1928—1938 годах профессор экономической истории в Королевском колледже. Его преемником станет Майкл Постан.
Во время Первой мировой войны работал в Министерстве торговли Британии.
Был членом, а в 1920 году президент Британской ассоциации.
В 1926 году — почётный лектор Форда в Оксфордском университете.
В 1938 году — почётный доктор литературы в Королевском колледже и в Лидском университете.
Орден Британской империи (1918).